# Shojaat Ghane
Shojaat Ghane (ur. 30 marca 1975 w Ardabilu) – irański szachista, arcymistrz od 2007 roku.

## Kariera szachowa
Od połowy lat 90. XX wieku należy do czołówki irańskich szachistów. Pomiędzy 1996 a 2004 r. pięciokrotnie wystąpił na szachowych olimpiadach, a w 2003 i 2008 r. – na drużynowych mistrzostwach Azji. Wielokrotnie startował również w finałach indywidualnych mistrzostw kraju.
Normy arcymistrzowskie wypełnił w Dupnicy (2004, dz. I m. wspólnie z Dejanem Stojanovskim), Azowie (2006, dz. I m. wspólnie z Aliją Muratoviciem) oraz w Kamieńsku (2007, I m.). W 2007 r. zwyciężył również w dwóch kolejnych turniejach rozegranych w Azowie, dzięki czemu zanotował wysokie zyski rankingowe i otrzymał tytuł arcymistrza. W 2008 r. podzielił I m. (wspólnie z Barisem Esenem) w Çanakkale.
Najwyższy ranking w dotychczasowej karierze osiągnął 1 października 2007 r., z wynikiem 2507 zajmował wówczas czwarte miejsce wśród irańskich szachistów.